# Акопян, Акоп (террорист)
Акопян Акоп, также Мигранян Мигран, Такошян Арутюн и т. д. (арм. Հակոբյան Հակոբ, 1951 — 28 апреля 1988) — один из основателей организации АСАЛА.

## Биография
Акоп Акопян родился в 1951 году в иракском городе Мосул. В молодом возрасте переехал в Ливан, где вступил в Народный фронт освобождения Палестины (НФОП). После убийства Гургеном Яникяном двух турецких дипломатов в США (27 января 1973 года), под влиянием ряда армянских интеллектуалов и при поддержке НФОП, Акоп Акопян организовал движение АСАЛА, фактическим руководителем которого и считался. Диктаторские и радикальные методы управления организацией, а также ряд других причин привели к её расколу в 1983 году после кровавого теракта в аэропорту Орли, который был организован Акопяном. Французская полиция разыскивала его по обвинению в причастности к этой и другим акциям АСАЛА. Однако, Акопяну удалось скрыться. От АСАЛА откололась более умеренная группировка, АСАЛА-РМ (АСАЛА-Революционное движение), во главе с сидевшим в то время во французской тюрьме Монте Мелконяном. После раскола Акопян казнил двух союзников Мелконяна — в качестве возмездия за убийство двух своих ближайших помощников.

### Смерть
Акопян был убит ночью 28 апреля 1988 года в Афинах, когда ожидал такси, чтобы поехать в аэропорт. Вместе с ним находилась его свояченица, которая не пострадала. По сообщению полиции, из припаркованной машины вышли два человека в масках, и один из них дважды выстрелил в Акопа из обреза, попав в грудь и локоть. Акопян пытался бежать, но убийца догнал его и сделал ещё два выстрела, в грудь и голову. Полиция обнаружила при убитом дипломатический паспорт на имя гражданина Южного Йемена Абдул Мохаммеда Касима. В последние годы Акопян проживал в Греции под именем Генри Титициана и часто выезжал за границу по йеменскому паспорту.
В причастности к убийству подозревали турецкие спецслужбы, а также конкурентов из АСАЛА-РМ. Источник в американской разведке сказал, что трудно сказать, кто именно убил Акопяна. По его словам:
«Акопян не был хорошим человеком, и его разыскивали многие».
Предполагается, что Акопян был убит членами своей собственной группы. По сообщению Маркара Мелконяна, убийство было совершено бывшими подчинёнными Акопяна, которых он называет Овсеп A., Вартан Г., Карапет К. и Альберт «Султан-Минас».
По другой версии, Акопян был убит турецкими агентами.
Тело Акопяна было вывезено на родину в Ирак, и он был похоронен в городе Мосул. По сообщению источников из АСАЛА, настоящее имя Акопяна было Арутюн Такошян, и его родители Мкртыч и Сирануш Такошян все ещё проживали в Мосуле на момент похорон. Ранее французская полиция утверждала, что настоящее имя Акопяна было Бедрос Ованнисян.